# غوتام مالكاني
غوتام مالكاني Gautam Malkani صحفي إنجليزي في صحيفة الفاينانشال تايمز، ومؤلف رواية «لندنستاني» Londonstani.
عمل في مكتب أخبار الفاينانشال تايمز في لندن وكذلك في مكتب واشنطن.
ولد في هونسلو في لندن في 27 أغسطس 1976، وأمه أوغندية من أصل هندي. ودرس العلوم السياسية والاجتماعية في كلية كريستس كوليدج في كامبريدج. ويقيم مالكاني في لندن.